# منتخب بلجيكا للكريكت
منتخب بلجيكا الوطني للكريكت هو ممثل بلجيكا الرسمي في المنافسات الدولية في الكريكت .